# Arnold Spencer-Smith

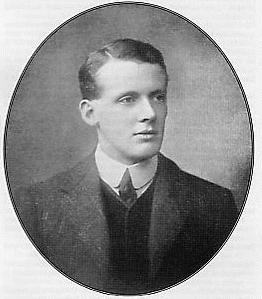
Spencer-Smith 1907, fotografiert von J. Palmer Clarke

Arnold Patrick Spencer-Smith (* 17. März 1883 in Streatham, London; † 9. März 1916, Ross-Schelfeis, Antarktis) war ein britischer Angehöriger des Klerus und ein Amateurfotograf, der an Sir Ernest Shackletons Expedition Endurance von 1914 bis 1917 als Kaplan und Fotograf der Ross Sea Party teilnahm. Die Entbehrungen der Expedition führten schließlich zum Tod Spencer-Smiths.

## Schulische Ausbildung
Spencer-Smith besuchte die Woodridge Grammar School, das King’s College London und das Queen’s College Cambridge. Nach einigen Jahren Lehramt an der Merchiston Castle School in Edinburgh wurde Spencer-Smith 1910 zum Diakon der Scottish Episcopal Church ordiniert und später zum Kuraten von All Saints in Edinburgh ernannt. Kurz bevor er England verließ, um an der Ross Sea Party teilzunehmen, wurde er zum Priester geweiht.

## Teilnahme an der Ross Sea Party
Es ist unklar, wie Spencer-Smith dazu kam, an der Ross Sea Party teilzunehmen. Eine Version ist, dass er sich zu Beginn des Ersten Weltkrieges freiwillig zum Einsatz meldete, als Angehöriger des Klerus aber vom Kriegsdienst ausgeschlossen wurde. Er stellte sich deshalb Shackleton als Ersatz für eines der ursprünglichen Mannschaftsmitglieder zur Verfügung, das in den Krieg gegangen war. Nach seiner Ankunft in der Antarktis wurden seine Unvertrautheit mit der nötigen Arbeit und seine begrenzte körperliche Ausdauer auf der ersten Reise zur Depotanlage klar und er wurde daraufhin vom Expeditionsleiter Aeneas Mackintosh zurück in die Basis geschickt. Im Winter 1915 arbeitete er in der Station am Kap Evans, hauptsächlich in der Dunkelkammer, wo er manchmal auch Gottesdienste abhielt.
Die Umstände der Expedition nach den aus dem Verlust der Aurora im Mai 1915 entstehenden Problemen bedeuteten, dass Spencer-Smith ohne Rücksicht auf seine physischen Beschränkungen an der Hauptreise zur Depotanlage in der Saison 1915/16 teilnehmen musste. Dennoch zeigte er keinen Widerwillen und arbeitete unermüdlich. Er war jedoch durch die Vorbereitungsarbeiten geschwächt, bei denen Güter zum Basisdepot am Minna Bluff gebracht worden waren, konnte auf der Reise von September bis Dezember 1915 die verlangten Anstrengungen nicht erfüllen, und brach zusammen, bevor der Beardmore-Gletscher erreicht war. Daraufhin musste er auf dem Schlitten gezogen werden; er war hilflos und hing selbst für seine Grundbedürfnisse von Ernest Wild ab. Die Gruppe vollendete die Mission trotz aller Probleme und kämpfte sich in schlechter werdendem Wetter zurück nach Norden – alle Männer wurden schwächer, als der Skorbut ausbrach, das Vorankommen wurde problematischer. Spencer-Smith, der sich nicht beklagte, kurz vor seinem Tod jedoch gelegentlich delirierte, starb am 9. März 1916 im Alter von 32 Jahren auf dem Eis, zwei Tage, bevor die übrigen Mitglieder der Gruppe die Sicherheit des Hut-Point-Zwischenlagers erreichten. Er wurde im Eis begraben.
Arnold Spencer-Smith war unverheiratet. Einen letzten Tagebucheintrag vom 7. März widmete er seinen Eltern und Geschwistern. Ihm zu Ehren wurde später das Kap Spencer-Smith auf White Island nach ihm benannt.

## Wiederentdeckte Fotografien
1999 fand ein Forscherteam in Kapitän Scotts Hütte eine Brieftasche mit drei Fotografien einer lagernden Expedition darin. Nach ausführlichen Untersuchungen konnte die Tasche Arnold Spencer-Smith zugeordnet werden, 84 Jahre nachdem sie 1915 von ihm dort verlegt worden war. Im Dezember 2013 entdeckten Mitarbeiter des New Zealand Antarctic Heritage Trust in der Dunkelkammer der Hütte am Kap Evans einen Karteikasten mit 22 bis dahin unbekannten Negativen. Vermutlich wurden auch diese Aufnahmen von Spencer-Smith gemacht.